# Авит Мариниан
Флавий Авит Мариниан (на латински: Flavius Avitus Marinianus; fl. 423 – 448) е политик на Западната Римска империя през 5 век. по времето на император Хонорий.
През 423 г. той е преториански префект на Италия  и консул.  Колегата му като консул е Флавий Асклепиодот.
Той е женен за Анастасия и има син Руфий Претекстат Постумиан (консул 448 г.) . Вероятно е баща и на претора Руфий Вивенций Гал.
Мариниан и Анастасия са християни. 